# La Revista Social
 La Revista Social va ser un periòdic anarquista espanyol publicat setmanalment entre 1872 i 1884. Va ser l'òrgan oficiós de la Federació Regional Espanyola de l'Associació Internacional de Treballadors (1870-1881). A partir de 1881 es va convertir en el periòdic de la Federació de Treballadors de la Regió Espanyola (1881-1888), adoptant el nom de Revista Social.
La Revista Social va aparèixer en 1872, durant el regnat d'Amadeu I d'Espanya, com a òrgan periodístic de la Unió Manufacturera i els seus primers nombres es van imprimir en Manresa. En 1873 es va traslladar a Gràcia i a Barcelona, sent el seu secretari de redacció Francisco Abayá. Es va convertir llavors en el portaveu de la secció espanyola de la Primera Internacional, la FRE de l'AIT, fundada en el Congrés Obrer de 1870 a Barcelona. Va anar inclinant-se cap a les posicions anarquistes i va recollir a les seves pàgines articles del Butlletí del Jura i més tard de La Révolté. També va publicar fullets de Mikhaïl Bakunin com Déu i l'Estat.
Quan la FRE de l'AIT va ser prohibida a Espanya el gener de 1874, La Revista Social va ser suspesa, però va tornar a reaparèixer mesos després amb el subtítol «Órgano de la Federación Manufacturera de la Nación Española», adoptant un to moderat. En aquests anys la va dirigir José García Viñas.
En 1881 es va convertir en l'òrgan periodístic de la recentment creada Federació de Treballadors de la Regió Espanyola, adoptant el títol de Revista Social i passant a publicar-se a Madrid. El seu director va ser Juan Serrano Oteiza. Després d'haver publicat 154 nombres, en 1884 va tornar a publicar-se a Catalunya. Va desaparèixer poc després a conseqüència de la repressió que va seguir a l'afer de La Mano Negra.